# Arctosa cinerea
Arctosa cinerea là một loài nhện trong họ Lycosidae.
Bản mẫu:Bron